# Superkubok Rossii 2007
La Supercoppa di Russia 2007 (ufficialmente in russo Суперкубок России 2007?, Superkubok Rossii 2007) è stata la quinta edizione della Supercoppa di Russia.
Si è svolta il 3 marzo 2007 allo Stadio Lužniki di Mosca tra il CSKA Mosca, vincitore della Prem'er-Liga 2006 e della Coppa di Russia 2005-2006, e lo Spartak Mosca, secondo classificato nella Prem'er-Liga 2006 (e finalista della Coppa di Russia 2005-2006).
A conquistare il titolo è stato il CSKA Mosca che ha vinto per 4-2 con reti di Vágner Love, Sergej Ignaševič e Jô (doppietta); le reti dei momentanei pareggi (1-1 e 2-2) del Lokomotiv Mosca sono state realizzate da Nikita Baženov e Dmitrij Torbinskij.

## Tabellino
| Arbitro: | Gvardis (Kaliningrad) |

|                                          |           |                            |
| Vágner Love 1’ Ignaševič 51’ Jô 63’, 79’ | Marcatori | 47’ Baženov 61’ Torbinskij |

| CSKA Mosca | Spartak Mosca |

### Formazioni
| CSKA Mosca:     |    |                      |     |     |
|                 |    |                      |     |     |
| P               | 35 | Igor' Akinfeev       |     |     |
| D               | 4  | Sergej Ignaševič (c) | 90’ |     |
| D               | 6  | Aleksej Berezuckij   |     |     |
| D               | 24 | Vasilij Berezuckij   |     |     |
| C               | 10 | Jô                   | 73’ |     |
| C               | 17 | Miloš Krasić         |     | 90’ |
| C               | 18 | Jurij Žirkov         |     |     |
| C               | 20 | Dudu Cearense        |     |     |
| C               | 22 | Evgenij Aldonin      |     | 46’ |
| C               | 25 | Elvir Rahimić        |     |     |
| A               | 9  | Vágner Love          |     | 89’ |
| A disposizione: |    |                      |     |     |
| P               | 1  | Veniamin Mandrykin   |     |     |
| D               | 2  | Deividas Šemberas    |     | 46’ |
| D               | 50 | Anton Grigor'ev      |     |     |
| C               | 8  | Rolan Gusev          |     |     |
| C               | 39 | Ivan Taranov         |     | 90’ |
| C               | 57 | Sergej Gorelov       |     |     |
| A               | 5  | Ramón                |     | 89’ |
| Allenatore:     |    |                      |     |     |
| Valerij Gazzaev |    |                      |     |     |

| Spartak Mosca:   |    |                     |     |     |
|                  |    |                     |     |     |
| P                | 30 | Wojciech Kowalewski | 50’ |     |
| D                | 2  | Géder               |     | 46’ |
| D                | 3  | Martin Stranzl      |     |     |
| D                | 13 | Martin Jiránek      |     |     |
| D                | 49 | Roman Šiškin        |     |     |
| C                | 5  | Mozart              | 50’ |     |
| C                | 7  | Denis Bojarincev    |     | 46’ |
| C                | 9  | Egor Titov (c)      |     |     |
| C                | 15 | Radoslav Kováč      |     |     |
| A                | 32 | Nikita Baženov      |     | 82’ |
| A                | 40 | Artëm Dzjuba        |     |     |
| A disposizione:  |    |                     |     |     |
| P                | 1  | Dmitrij Chomič      |     |     |
| D                | 34 | Renat Sabitov       |     |     |
| D                | 36 | Fëdor Kudrjašov     |     |     |
| C                | 11 | Aleksandr Pavlenko  |     | 82’ |
| C                | 14 | Dmitrij Torbinskij  |     | 46’ |
| C                | 25 | Maksym Kalynyčenko  |     | 46’ |
| A                | 18 | Aleksandr Prudnikov |     |     |
| Allenatore:      |    |                     |     |     |
| Vladimir Fedotov |    |                     |     |     |